# Sherry Jackson
Sherry Jackson (ur. 15 lutego 1942 w Wendell) – amerykańska aktorka filmowa i telewizyjna.

## Filmografia
seriale
- 1951: The Range Rider
- 1955: Gunsmoke jako Lacey Parcher
- 1961: The New Breed jako Ellen Talltree
- 1966: Batman jako Pauline
- 1978: Fantasy Island jako Monica Jensen

film
- 1949: Jesteś dla mnie wszystkim jako Jane w wieku 6 lat
- 1951: Morderca jako mała dziewczynka
- 1960: Przygody Hucka jako Mary Jane
- 1970: Wild Women jako Nancy Belacourt
- 1978: Stingray jako Abigail Bratowski

## Wyróżnienia
Posiada swoją gwiazdę na Hollywoodzkiej Alei Gwiazd.